# Eriocaulon ratnagiricum
Eriocaulon ratnagiricum là một loài thực vật có hoa trong họ Eriocaulaceae. Loài này được S.R.Yadav, S.P.Gaikwad & Sardesai mô tả khoa học đầu tiên năm 1998.